# Moldavie aux Jeux mondiaux de 2017
Cet article contient des informations sur la participation et les résultats de la Moldavie aux Jeux mondiaux de 2017 à Wrocław en Pologne.

## Médailles

### Or
| Sport             | Discipline     | Sportifs                     |
| Médaille d'or : 1 |                |                              |
| Danse sportive    | Danses latines | Anna Matus Gabriele Goffredo |

### Argent
| Sport                 | Discipline | Sportifs |
| Médaille d'argent : 0 |            |          |

### Bronze
| Sport                                     | Discipline  | Sportifs      |
| Médaille de bronze : 0 (+1 démonstration) |             |               |
| Kick-boxing (dem.)                        | Hommes 91kg | Pavel Voronin |